# Aplastus penninsularis
Aplastus penninsularis là một loài bọ cánh cứng trong họ Cebrionidae. Loài này được Bechtal miêu tả khoa học năm 1956.